# NGC 1504
'NGC 1504是位于南天波江座的一個星系（椭圆星系）。他在哈伯序列中屬於E/S0 。据估计，它距银河系約4.32亿光年，直径约为 90,000 光年。NGC 1504 和NGC 15055很可能是一对交互作用星系。
该天体于1885年12月31日由奥蒙德·斯通发现。